# Carl Palmer
 (juillet 2023).
Si vous disposez d'ouvrages ou d'articles de référence ou si vous connaissez des sites web de qualité traitant du thème abordé ici, merci de compléter l'article en donnant les références utiles à sa vérifiabilité et en les liant à la section « Notes et références ».
Pour les articles homonymes, voir Palmer.
Ne doit pas être confondu avec Earl Palmer.
Carl Frederick Kendall Palmer, né le 20 mars 1950 à Handsworth dans les West Midlands en Angleterre, est un batteur et percussionniste britannique.
Il est un vétéran de plusieurs groupes britanniques comme Atomic Rooster, Emerson, Lake and Palmer et Asia. Il a aussi travaillé avec The Crazy World of Arthur Brown, Mike Oldfield et Roger Daltrey. Alors qu'il a onze ans, Carl Palmer voit le film Drum Crazy, avec Sal Mineo dans le rôle de Gene Krupa, et c'est pour lui un choc : c'est à partir de cet instant qu'il décide de devenir batteur.
Ses influences, en tant que batteur sont de grands noms du jazz américain comme Joe Morello, Philly Joe Jones, Art Blakey, Gene Krupa et Buddy Rich.

## Carrière
À l'âge de quatorze ans en 1964, il rejoint les rangs de son premier groupe, le Mecca Dance Band, avec lequel il perçoit un salaire de 23 livres par semaine. Un an plus tard, il remplace Graham Smith chez les King Bee, un groupe influencé par le son Motown, au sein duquel on retrouve outre Palmer à la batterie, Richard King guitariste, Len Cox bassiste et Geoff Brown au chant ; cette formation changera de nom pour devenir The Crai. Le groupe enregistre quelques singles, dont A little bit of soap et I must be mad , avec en face B la chanson Suspense, produite par Larry Page. Puis en 1966, Palmer réalise sa première expérience en tant que musicien de session pour un quintet de Liverpool formé de chanteurs noirs locaux, The Chants, pour leur chanson Love Light. Ce groupe est formé de cinq chanteurs : Eddy Arnoo, Eddy Ankrah, Joe Ankrah, Alan Fielding et Nat Smedo. 
Par la suite en 1967, Carl se joint à Chris Farlowe & The Thunderbirds avec lesquels il publie un single, Moanin'/What have I been doin'? avec Albert Lee guitariste et Pete Solley organiste. Ils sont produits par Mick Jagger.  
On retrouve aussi Carl Palmer sur l'album The Art of Chris Farlowe publié sur Immediate Records la même année, disque sur lequel on retrouve quatre chansons écrites par Mick Jagger et Keith Richards, ainsi qu'une reprise de Reach out (I'll be there) du tandem Holland-Dozier-Holland avec la chanteuse soul américaine P. P. Arnold aux chœurs. Les musiciens sur cet album de Farlowe sont, Albert Lee à la guitare — qui sera remplacé par Alan Shacklock lequel formera le groupe Babe Ruth en 1971 —, Ricky Chapman à la basse et à la guitare acoustique, Pete Solley à l'orgue Hammond et au piano ainsi que Carl Palmer et Andy White à la batterie ; ce dernier joue sur la chanson Out of Time. Jagger assiste aux chœurs et coproduit l'album avec Andrew Loog Oldham. C'est ce même Andy White qui a joué avec les Beatles sur leur premier single Love Me Do, ainsi que sur P.S. I Love You sur la face B. Jimmy Page participe aussi à cet album de Chris Farlowe en jouant la guitare sur Paint it Black.
Après cet album, Carl Palmer remplace le batteur Drachen Theaker au sein du groupe The Crazy World of Arthur Brown, qui a déjà rencontré le succès avec sa chanson Fire. Avec eux, Palmer fait une tournée aux États-Unis, partageant la scène avec The Grateful Dead, Jimi Hendrix ou Iron Butterfly. Puis, avec le claviériste du Crazy World, Vincent Crane, il forme Atomic Rooster. On y trouve Nick Graham à la basse et au chant, qui se voit vite remplacé par John Du Cann à la guitare. Ils enregistrent un premier album qui connaitra un certain succès, Broken Wings, sur lequel figure la reprise d'un titre de John Mayall. Puis Palmer reçoit une offre de Greg Lake et Keith Emerson pour former un trio qui deviendra Emerson, Lake & Palmer. 
Un premier album homonyme sort en 1970 et leur premier concert important, au Festival de l'ile de Wight, débute par deux détonations de canons, placés de part et d'autre de la scène. Après plusieurs autres albums dont Pictures at an Exhibition (1971), Tarkus (1971), Trilogy (1972) et Brain Salad Surgery (1973), le groupe sort Works Volume I en 1977 pour lequel il effectue une tournée mondiale, accompagné d'un orchestre symphonique lors de quelques concerts. Après la tournée ils publient l'album Love Beach (1978). 
Ils préfèrent se séparer par la suite, chacun allant dans une direction différente. Palmer sort en 1980 un album qui passe pratiquement inaperçu, Carl Palmer's PM, avec Todd Cochran aux claviers, Barry Finnerty et John Nitzinger à la guitare, Eric Scott à la basse. Mais devant le peu de ventes de l'album, le groupe se sépare.  
Palmer forme Asia en 1982 avec Steve Howe et Geoff Downes, ex-membres de Yes, ainsi qu'avec John Wetton, ex-King Crimson et ex-UK, à la basse et au chant. La musique de ce quatuor est plus pop. Il y aura plusieurs changements dans la formation, Greg Lake remplaçant Wetton pour une tournée au Japon (Asia in Asia) avant que le bassiste original ne reprenne sa place.  
En 1985, Carl Palmer joue sur la pièce-titre de l'album solo Under a Raging Moon de Roger Daltrey. Sur cette pièce on retrouve d'autres grands noms du rock : Alan Shaklock ex-Babe Ruth aux synthétiseurs ainsi que les batteurs Cozy Powell, Zak Starkey le fils de Ringo Starr, Stewart Copeland des Police et Roger Taylor de Queen. 
Palmer retrouve Emerson en 1988 et forme 3 pour l'album 3 To The Power Of 3 avec Robert Berry à la basse et au chant. 
Puis ELP reviendra sporadiquement : Black Moon (1992), In the Hot Seat (1994), Then and Now (1998). Le trio se réunit pour le High Voltage Festival en 2010. 
Carl Palmer forme ensuite le Carl Palmer Band, avec Shawn Baxter comme guitariste et Dave Marks à la basse, et après un changement de musiciens, le trio devient ELP Legacy qui comprend maintenant le guitariste Paul Bielatowicz et le bassiste Simon Fitzpatrick. 
Le groupe Qango fait une brève carrière, avec John Wetton à la basse, le guitariste Dave Kilminster, le claviériste John Young — qui a accompagné The Strawbs en 2010 et a aussi été membre de Greenslade — et Palmer à la batterie. Ils sortent un unique album enregistré en concert en 2000 intitulé Live in the hood, avec des titres d'ELP comme Bitches Crystal et Hoedown ainsi que de Asia tels que Sole Survivor, Heat of the moment et Time Again. On y retrouve aussi une version de la chanson All along the watchtower de Bob Dylan. Keith Emerson joue avec eux le temps d'un unique concert, le 4 février 2000 à Londres. 
Le 8 août 2015, le Carl Palmer Band donne un concert en Italie à Ficulle au Rock Festival 2015, en compagnie de Simon Fitzpatrick à la basse et Luca Bernardini aux claviers, remplaçant le guitariste Paul Bielatowicz.
Au cours de l'année 2016, les deux anciens partenaires de Carl Palmer dans ELP meurent : Keith Emerson se suicide le 11 mars et Greg Lake décède d'un cancer le 7 décembre. Carl Palmer leur rend hommage. À la mort d'Emerson, il déclare sur son compte Facebook : « Keith me manquera profondément. Nous avons perdu un musicien très talentueux et doué, mais cette grande musique continuera pendant très, très longtemps. J’essaierai d’organiser un spectacle hommage à Keith, espérons-le en juin de cette année. C’est, à mon avis, le moins que je puisse faire pour honorer le talent et la musicalité de Keith. » Après le décès de Lake, il confie dans une déclaration publique : « C’est avec une grande tristesse que je dois maintenant dire au revoir à mon ami et camarade de groupe, Greg Lake. La voix et les compétences de Greg en tant que musicien resteront dans les mémoires de tous ceux qui connaissaient sa musique et les enregistrements qu’il avait réalisés avec ELP et King Crimson. Je garde de bons souvenirs de ces belles années que nous avons vécues dans les années 1970 et des nombreux concerts mémorables que nous avons donnés ensemble. Le fait d’avoir perdu Keith cette année rend cela particulièrement difficile pour nous tous. Comme Greg l’a chanté à la fin de Pictures at an Exhibition, “la mort c’est la vie”. Sa musique peut désormais vivre éternellement dans le cœur de tous ceux qui l’aimaient. »

## Batterie-synthétiseur
En 1973, Carl Palmer demande à la firme British Steel de lui fabriquer une batterie en acier inoxydable en utilisant chaque caisse d'un quart de pouces, avec à l'intérieur un système de synthétiseurs — il s'agit de la première batterie à en être équipée. L'équipement comprend également une grosse cloche, deux timbales et deux gongs. Palmer la conçoit lui-même, avec l'aide de Robert Moog, créateur du Moog et ami de Keith Emerson. On peut l'entendre sur le solo de la pièce Toccata, sur l'album Brain Salad Surgery : Palmer le présente comme « le premier solo de batterie électronique au monde » ; beaucoup croient alors que la partie de synthétiseurs est jouée par Emerson. Le tout pèse 2 tonnes et demie,. Un concert d'Emerson, Lake & Palmer, au Civic Center de Roanoke en Virginie le 20 novembre 1973, est annulé à cause de la trop grande fragilité de la scène pour la batterie de Carl Palmer. Durant ses solos lors des concerts, la batterie pivote à 360 degrés. Elle est rachetée par Ringo Starr qui la confie ensuite au musée du Rock and Roll Hall of Fame de Cleveland,.

## Production
En 1974, Carl Palmer produit le quatrième album du trio jazz-rock Back Door, Activate paru en 1976, qui avait tourné avec ELP pendant la série de concerts Brain Salad Tour. Puis deux des membres du groupe, soit le saxophoniste Ron Aspery et le bassiste Colin Hodgkinson ont écrit avec Carl Palmer la pièce Bullfrog que l'on retrouve sur Works Volume 2, ils jouent aussi sur cette pièce sans toutefois être crédités.

## Discographie

### The Craig

#### Singles
- 1966 : A Little Bit Of Soap/Ready Steady Let's Go
- 1966 : I Must Be Mad/Suspense 1966

### The Chants

#### Singles
- 1966 : Come Back And Get This Loving Baby/Love Light - Carl ne joue que sur la face B Love Light.
- 1967 : Come Back And Get This Loving Baby/Love Light/Ain't Nobody Home/For You - Maxi single. Idem.

### Chris Farlowe & The Thunderbirds

#### Single
- 1967 : Moanin'/What have I been doin' - (Jimmy Page a aussi joué sur ces chansons)

#### Album
- 1967 :  Chris Farlowe's Thunderbirds ; The Art of Chris Farlowe
- 1968 : Artistes variés : Tonite, let's all make love in London - Bande sonore pour le film du même nom réalisé par Peter Whitehead, contient deux pièces de Chris Farlowe's Thunderbirds, présente sur l'album de 1966, Out of time et Paint it black. La seconde Paint It Black, avec Carl Palmer à la batterie, alors que sur la première Out Of Time, c'est Andy White qui est le batteur. Ce même Andy White qui joua sur la chanson Love Me Do des Beatles, à la demande de George Martin.

### Atomic Rooster

#### Album studio
- 1970 ; Atomic Roooster - Réédité en 2004 avec 5 titres bonus chez Castle Music. Puis en 2006 chez Akarma Records avec 1 CD bonus comprenant 5 titres supplémentaires.

#### Albums en public
- 1998 ; Devil's Answer - 1970-81 - Sessions pour la BBC Radio publiées en 1998.
- 2000 ; Live And Raw 1970-71

#### Compilations
- 1973 ; Assortment - Carl sur Friday The 13th, S.L.Y et Decline And Fall.
- 1977 ; Home to roost - Album double.
- 1997 ; In Satan's Name : The Definitive Collection
- 2000 ; Rarities - Ce disque contient des inédits et des démos de 1970 avec Carl Palmer, soit VUG et Devil's Answer.
- 2009 ; Anthology 1969 - 1981 - Album double.

### Vincent Crane
- 2008 ; Close your eyes : A Collection 1965 - 1986

### Emerson, Lake and Palmer

#### Albums studio
- 1970 : Emerson, Lake & Palmer
- 1971 : Tarkus
- 1972 : Trilogy
- 1973 : Brain Salad Surgery
- 1977 : Works, Volume I
- 1977 : Works, Volume 2
- 1978 : Love Beach
- 1992 : Black Moon
- 1994 : In The Hot Seat

#### Albums live
- 1971 : Pictures At An Exhibition
- 1972 : Live at the Mar Y Sol Festival '72 - Concert à Porto Rico
- 1974 : Welcome Back My Friends... - Triple album de la tournée Get me a ladder
- 1979 : In Concert - Concert au Stade Olympique de Montréal avec l'orchestre symphonique
- 1993 : Live at the Royal Albert Hall
- 1993 : Works Live - Réédition en version 2 CD de "In Concert" sorti en 1979
- 1997 : Live at the Isle of Wight Festival - Concert de leur premier concert au festival en 1970
- 1997 : Live in Poland
- 1998 : Then and Now - 1998 Album double live
- 2000 : High Voltage - 2010 - Dernier concert du trio
- 2011 : Live at the Mar Y Sol Festival '72 - Réédition d'un album rare publié d'abord en 1972
- 2015 : Once Upon A Time Live In South America (4CD) Tournées au Brésil, en Argentine et au Chili en 1993 et 1997.

#### Compilations
- 1980 : The Best of Emerson Lake & Palmer
- 1982 : The Atlantic Years
- 1994 : The Best of Emerson Lake & Palmer
- 1994 : Classic Rock Featuring "Lucky Man"
- 2000 : The Very Best of Emerson Lake & Palmer
- 2000 : Extended Versions: The Encore Collection
- 2001 : Fanfare for the Common Man - The Anthology
- 2002 : The best of the bootlegs (2 CD)
- 2004 : An introduction to... Emerson, Lake & Palmer
- 2004 : The Ultimate Collection (2 CD)
- 2007 : The Essential Emerson, Lake & Palmer - Album double
- 2007 : Gold Edition
- 2009 : Works Volume 1 & 2 - Album triple
- 2011 : From the Beginning - The best of ELP - Album double
- 2012 : The Best of Emerson, Lake & Palmer : Come and see the show - Album double

### PM
- 1980 : 1 PM

### Asia

#### Albums studio
- 1982 : Asia
- 1983 : Alpha
- 1985 : Astra
- 1992 : Aqua
- 2008 : Phoenix
- 2010 : Omega
- 2012 : XXX
- 2014 : Gravitas

#### Albums live
- 2007 : Fantasia: Live in Tokyo (CD/DVD) (2 CD)
- 2010 : Spirit of the Night - Live in Cambridge 2009 (CD/DVD)
- 2012 : Resonance - The Omega Tour 2010 : Live in Basel Switzerland 4th May 2010 (2 CD 1 DVD)

#### Compilations
- 1990 : Then And Now
- 1996 : Archiva 2 - Batterie sur The Smoke That Thunders.
- 2000 : The Very Best of Asia: Heat of the Moment (1982–1990)
- 2005 : Gold - (2CD)
- 2006 : The Definitive Collection - (2 CD)

### 3
- 1988 : To the Power of 3

### Qango
- 2000 : Live in the hood

### Solo
- 2001 : Carl Palmer Anthology : One More Time - Do ya wanna play, Carl?  - Compilation
- 2002 : In a World with Bob Ross The Black Cat Demands the Unknown
- 2011 : Drum Solos - DVD

### Carl Palmer Band
- 2003 : Working Live, Volume 1
- 2004 : Working Live, Volume 2
- 2006 : In Concert: Carl Palmer plays the Music of ELP
- 2010 : Working Live, Volume 3

### Carl Palmer's ELP Legacy
- 2016 : Live In The USA
- 2016 : Pictures At An Exhibition - A Tribute To Keith Emerson - DVD
- 2018 : Live - CD/DVD

### Participations
- 1966 : The Art of Chris Farlowe de Chris Farlowe and the Thunderbirds - Carl Palmer à la batterie sur 13 des 14 chansons de l'album.

- 1982 : Mike Oldfield - Five Miles Out - Joue sur la pièce Mount Teidi, Carl a aussi enregistré une autre pièce avec Oldfield, Ready Mix (Rough mix) qui est disponible sur son album, Do you wanna play, Carl ?.
- 1985 : Roger Daltrey - Under a Raging Moon - Avec Alan Shacklock, Cozy Powell, Zak Starkey, Roger Taylor, Stewart Copeland, Martin Chambers et Mark Brzezicki sur la pièce-titre.
- 2001 : Ready Mix de Mike Oldfield - Single. Carl à la batterie.
- 2008 : Close Your Eyes : A Collection 1965-1986 de Vincent Crane - Carl à la batterie.
- 2008 : Led Box: The Ultimate Led Zeppelin Tribute - Artistes Variés : - Keith aux claviers sur Black Dog.
- 2013 : The Theory of Everything de Ayreon. - Keith au synthé sur la pièce Progressive Waves.

### Production
- 1973 : Stray Dog de Stray Dog - Greg Lake a produit trois pièces pour le premier album de ce groupe américain.
- 1973 : Still de Peter Sinfield : - Greg : chant, guitare et producteur associé.
- 1974 : Brighter Day de Keith Christmas - Greg produit 3 pièces de cet album, Peter Sinfield produit le reste.
- 1976 : Activate de Back Door - Carl Palmer a produit l'album. Deux membres de ce groupe ont joué sur l'album de ELP, Works Vol 2, soit Ron Aspery au saxophone et Colin Hodgkinson à la basse sur la pièce Bullfrog sans toutefois être crédités.

## Vidéographie

### ELP
- Pictures at an Exhibition ; 1986
- The Manticore Special ; 2003
- Works Orchestral Tour ; 2003
- Live at the Royal Albert Hall ; 2003
- Welcome Back.... ; 2003
- Masters from The Vaults ; 2004
- Live at Montreux 1997 ; 2004
- Beyond the Beginning ; 2005
- Pictures at an Exhibition - 35th Anniversary Special Edition ; 2005
- The Manticore Special; Works Orchestral Tour ; 2005
- The Birth of a Band – Isle of Wight 1970 ; 2006
- Live at the Royal Albert Hall ; 2009
- 40th Anniversary Reunion Concert : High Voltage Festival ; 2010
- Welcome Back My Friends. 40th Anniversary Reunion Concert ; DVD & Blu-ray 2011
- On A Knife Edge : 2015

## Production
- 1976 : Activate - Back Door